# Pa-en-Ipet
| G40 | G1 | N35 | M17 | Q3 · X1 | B1 |

| G40 | G1 | N35 | M17 | Q3 · X1 | B1 |

Pa-en-Ipet (griechisch Φαωφι Phaophi; koptisch Ⲡⲁⲟⲡⲓ Paopi; arabisch Baba) war im ägyptischen Verwaltungskalender die altägyptische Bezeichnung des zweiten Monats. Weiterhin ist Paopi der zweite Monat im koptischen Kalender.
Der Name des Monats ist abgeleitet vom Opet-Fest, das unter Hatschepsut erstmals schriftlich erwähnt wurde.
Als Vorgänger von Hut-heru nimmt der Monat im Verwaltungskalender den Platz ein, den im Mondkalender der Menchet innehatte.